# 가족의 형태
《가족의 형태》(일본어: 家族ノカタチ)는 2016년 1월 17일부터 3월 20일까지 매주 일요일 21:00 ~ 21:54에 TBS 계열의 〈일요극장〉 시간대에서 방송된 텔레비전 드라마이다. 주연은 카토리 싱고.

## 개요
“결혼 못하는 남자”와 “재혼 안 하는 여자”의 독신 배틀을 벌이는 홈 코미디.

## 캐스트
- 나가사토 다이스케 (39) - 카토리 싱고
- 쿠마가이 하나코 (32) - 우에노 쥬리
- 타나카 리나 (23) - 미즈하라 키코
- 사사키 쇼이치 (39) - 아라카와 요시요시
- 이리에 하루토 (26) - 치바 유다이
- 야마네 사토리 (32) - 야나기하라 카나코
- 나가사토 코타 (13) - 타카다 효가
- 코즈에 아야 (28) - 나카무라 안
- 사와 요시노부 - 오쿠다 타츠히토
- 코야마 유카 (23) - 나가오 마리야
- 후쿠다 아유미 (24) - 코니시 키스
- 타나카 노부아키 - 이리에 마사토
- 오노 미카 (37) - 미즈키 아리사 (우정 출연)
- 타카세 카즈야 (35) - 타나카 케이
- 나가사토 미사요 - 아사지 요코
- 시게 상 (71) - 모리모토 레오
- 나가사토 메구미 (41) - 미즈노 미키
- 쿠마가이 리츠코 (60) - 후부키 준
- 나가사토 요조 (70) - 니시다 토시유키

## 스태프
- 각본 - 고토 노리코
- 음악 - 오오마마 타카시, 카네마츠 슈
- 메인 테마 - ellie 〈Unpredictable Story〉
- 음악 프로듀서 - 시다 히로히데
- 감독 - 히라노 슌이치, 사카이 마사히로, 마츠다 아야토
- 프로듀서 - 한철, 사토 아츠시
- 제작 - 드리맥스 텔레비전, TBS

## 방송 일자
| 각 화                                                      | 방송일          | 부제                                                     | 연출            | 시청률 |
| ---------------------------------------------------------- | --------------- | -------------------------------------------------------- | --------------- | ------ |
| 제1화                                                      | 2016년 1월 17일 | 결혼하지 않는 아들과 딸vs완전 전대미문의 아버지와 어머니 | 히라노 슌이치   | 9.3%   |
| 제2화                                                      | 1월 24일        | 전 남편은 스토커!? 나의 성에 위기 다가오다!              | 히라노 슌이치   | 9.0%   |
| 제3화                                                      | 1월 31일        | 돌아가신 어머니로부터 아버지와 아들에게 마지막 선물      | 사카이 마사히로 | 10.3%  |
| 제4화                                                      | 2월 7일         | 재혼을 하고 싶은 전 남편과 기묘한 삼각 관계 발발         | 마츠다 아야토   | 9.9%   |
| 제5화                                                      | 2월 14일        | 결혼식 전날 밤에 이혼!? 부모가 맺는 부부의 인연          | 히라노 슌이치   | 8.6%   |
| 제6화                                                      | 2월 21일        | 아버지 당신도인가…후처는 결혼 사기꾼!?                   | 사카이 마사히로 | 8.6%   |
| 제7화                                                      | 2월 28일        | 아버지가 별 볼 일 없는 여자와 재혼한 진짜 이유           | 마츠다 아야토   | 8.0%   |
| 제8화                                                      | 3월 6일         | 아버지가 죽는 이유                                       | 히라노 슌이치   | 7.6%   |
| 제9화                                                      | 3월 13일        | 그 녀석과 함께 있고 싶은 이유                            | 사카이 마사히로 | 8.9%   |
| 최종화                                                     | 3월 20일        | 아버지에게 들려주는 프로포즈                             | 히라노 슌이치   | 9.6%   |
| 평균 시청률 9.0% (시청률은 칸토 지구·비디오 리서치사 조사) |                 |                                                          |                 |        |

- 첫회 15분 확대 (21:00 ~ 22:09).
- 제2화 10분 확대 (21:00 ~ 22:04).